# Eidgenössisches Versicherungsgericht

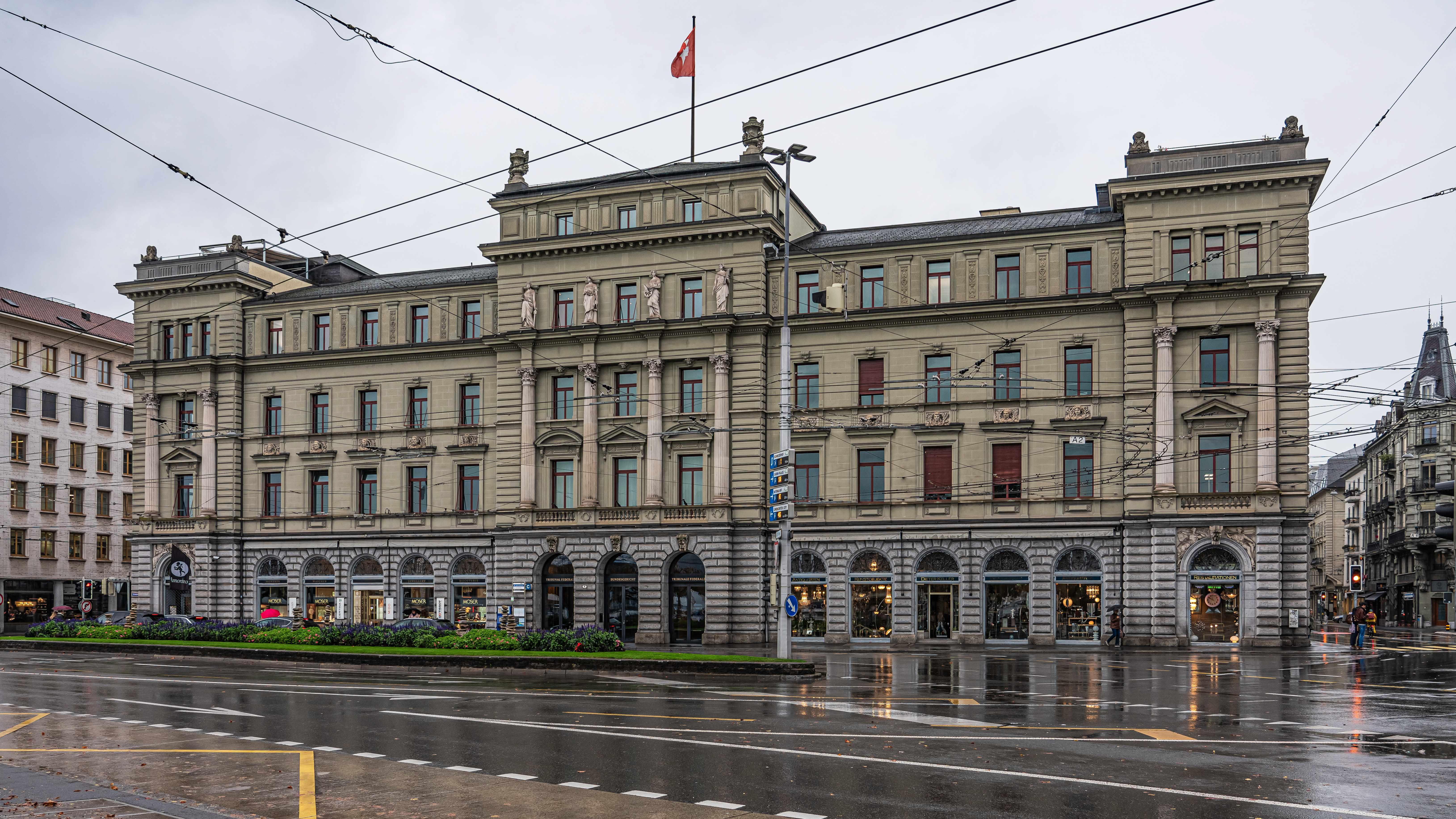
Gotthardgebäude, Sitz des Eidgenössischen Versicherungsgerichts

Das Eidgenössische Versicherungsgericht (EVG; französisch Tribunal fédéral des assurances, italienisch Tribunale federale delle assicurazioni) beurteilte in Luzern von 1917 bis 2006 Streitigkeiten im Bereich der Sozialversicherungen. Es musste seinen organisatorisch selbständigen Status als Spezialgericht auf den 31. Dezember 2006 aufgeben und wurde in die beiden sozialrechtlichen Abteilungen (heute Dritte und Vierte öffentlich-rechtliche Abteilung) des Schweizerischen Bundesgerichts umgewandelt. Diese haben ihren Sitz weiterhin in Luzern.

## Geschichte
Das Gericht nahm seine Tätigkeit 1917 in Luzern auf und wurde die oberste Gerichtsbehörde für Streitigkeiten der sozialen Unfallversicherung und der Militärversicherung. Der Standort Luzern wurde aus praktischen Gründen gewählt, weil auch der Sitz der Schweizerischen Unfallversicherungsanstalt sich dort befand.
Bereits 1918 gingen über 1000 Beschwerden ein, mehr als zwei Drittel davon aus dem Bereich der Militärversicherung. Die Spitze der Eingänge von Beschwerden aus dem Militärversicherungsbereich wurde 1941 mit mehr als 3000 Beschwerden erreicht, was über 95 Prozent aller neu eingegangenen Fälle entsprach. Bis Ende des Zweiten Weltkrieges war das Gericht deshalb zur Hauptsache ein Militärversicherungsgericht.
Der Ausbau der Sozialversicherungen nach 1945 erhöhte seine Stellung als oberstes Sozialversicherungsgericht der Schweiz. In rascher Folge wurde es letztinstanzliches Gericht für Streitigkeiten aus der Alters- und Hinterlassenenversicherung (1948), aus der freiwilligen Arbeitslosenversicherung und insolvenzentschädigung (1952) über Familienzulagen in der Landwirtschaft (1953), und der Erwerbsersatzordnung (1953). Die Invalidenversicherung (1960), die Krankenversicherung (1996) und die Ergänzungsleistungen zur Alters-, Hinterlassenen- und Invalidenversicherung waren weitere Versicherungsbereiche, die der letztinstanzlichen Rechtsprechung des Gerichts unterstellt wurden. Schliesslich wurde es zuständig für Streitigkeiten aus der beruflichen Vorsorge (1985) und der Mutterschaftsversicherung (2005). Die Hauptlast der Beschwerdefälle lag ab Mitte 1960er Jahren bei Streitigkeiten aus der Invalidenversicherung.
Die Bundesversammlung wählte 1917 zwei haupt- und drei nebenamtliche Richter, bereits ab 1920 dann fünf hauptamtliche Richter. Ab 1969 waren es sieben Richter. 1984 wurde erstmals eine Frau an das Gericht gewählt. Zuletzt waren es 10 Richter und Richterinnen.
Der Zusammenschluss von Bundesgericht und Eidgenössischem Versicherungsgericht wurde immer wieder vorgeschlagen. 2005 beschloss die Bundesversammlung anlässlich der Beratung des neuen Bundesgerichtsgesetzes die beiden Gerichte organisatorisch zusammenzulegen, allerdings auf die beiden Standorte Lausanne und Luzern verteilt.